# Юханнан бар Зоби
Юханнан бар Зоби (сир. ܝܘܚܢܢ ܒܪ ܙܘܥܒܝ; Иоанн, Иоханнан) — сирийский христианский богослов Церкви Востока, грамматист и писатель.

## Биография
Юханнан бар Зоби являлся иеромонахом монастыря Сабришо в Бет-Кока (Адиабена). Юханнан известен как автор «Большой грамматики» и «Малой грамматики», в которой изложил грамматику сирийского языка, с позиции ориентированной не на арабскую, а на греческую языковую традицию. Юханнан является автором мемр на различные темы: литургика, грамматика, догматика. Среди богословских мемр наибольшее значение имеет произведение «Ладная ткань», в котором излагаются христологическая позиция Церкви Востока, опровержение монофизитства и исповедание веры с изъяснением понятий природы, ипостаси, личности и лица. В своих трудах он также отмечал важность только двух таинств: крещения и евхаристии.